# Ahmed Tijani
Pour les articles homonymes, voir Hadj Ahmed el Tijani.
Abū Al-‘Abbas Aḥmad ibn Mḥammad Al-Tijānī dit Sīdī Aḥmad Al-Tijānī, né en 1737 ou 1738 (1150 de l'hégire) à Aïn Madhi (Algérie), et mort le 22 septembre 1815 (17 chawwal 1230) à Fès (Maroc), est un théologien asharite et juriste malikite, fondateur de la confrérie Tijaniyya.

## Naissance et jeunesse
Aḥmad Al-Tijānī est né en 1737 ou 1738 (1150 de l'hégire) à Aïn Madhi qui, sous la dépendance de Laghouat, constituait avec elle une entité politique autonome au xviiie siècle et se trouvait dans une zone de confins méridionaux et sahariens que la régence d'Alger s'est efforcée, à la fin du XVIIIe siècle et au XIXe siècle, de contrôler et qui lui a été rattachée à la suite de plusieurs interventions armées.
Un grand-père d'Aḥmad Al-Tijānī, Al-Mukhtar, est originaire des tribus de Abda du Maroc, il avait émigré, moins d'un siècle auparavant, fuyant le ravisseur portugais et s'est installé dans l'oasis,. Sa famille revendiquant une origine chérifienne (c'est-à-dire descendant de Mahomet), comprend plusieurs savants musulmans dont son père qui enseignait l'exégèse du Coran et le Hadith. Il est né au sein d'une fratrie nombreuse mais seuls sa grande sœur Ruqayyah, lui-même, et son petit frère Muḥammad survécurent. 
Aḥmad Al-Tijānī mémorise le Coran dès l'âge de 7 ans et étudie les disciplines islamiques. Dès l'âge de 15 ans, il enseigne et émet des avis juridiques (fatāwā). Son père le maria dès la puberté mais il libéra son épouse du lien conjugal au bout d'un an, étant plus préoccupé par la recherche du savoir. Il part ensuite à Fès pour se perfectionner en sciences islamiques à l'université Al Quaraouiyine. Encore enfant, il étudia plusieurs traités de jurisprudence célèbres de l'école malikite dont le Mukhtasar de Abderrahmane al-Akhdari, celui de Khalil, la Risalah de Ibn Abî Zayd Al-Qayrawânî, la Muqaddimah de Ibn Ruchd al-Jadd.  Non seulement il mémorisa ces livres par cœur mais également les recueils de hadiths tels que Sahih al-Bukhari, Sahih Muslim et les Sounans, la Muwatta de l'imam Malik, la Mudawwanah al-Kubra de Sahnoun, le Mukhtasar de Ibn Hajib, les épîtres de Dardir et autres dans le domaine de la jurisprudence islamique et il en est de même dans le domaine des traités sur le Credo, et sur l'étude de la vie de Mahomet.[réf. nécessaire]

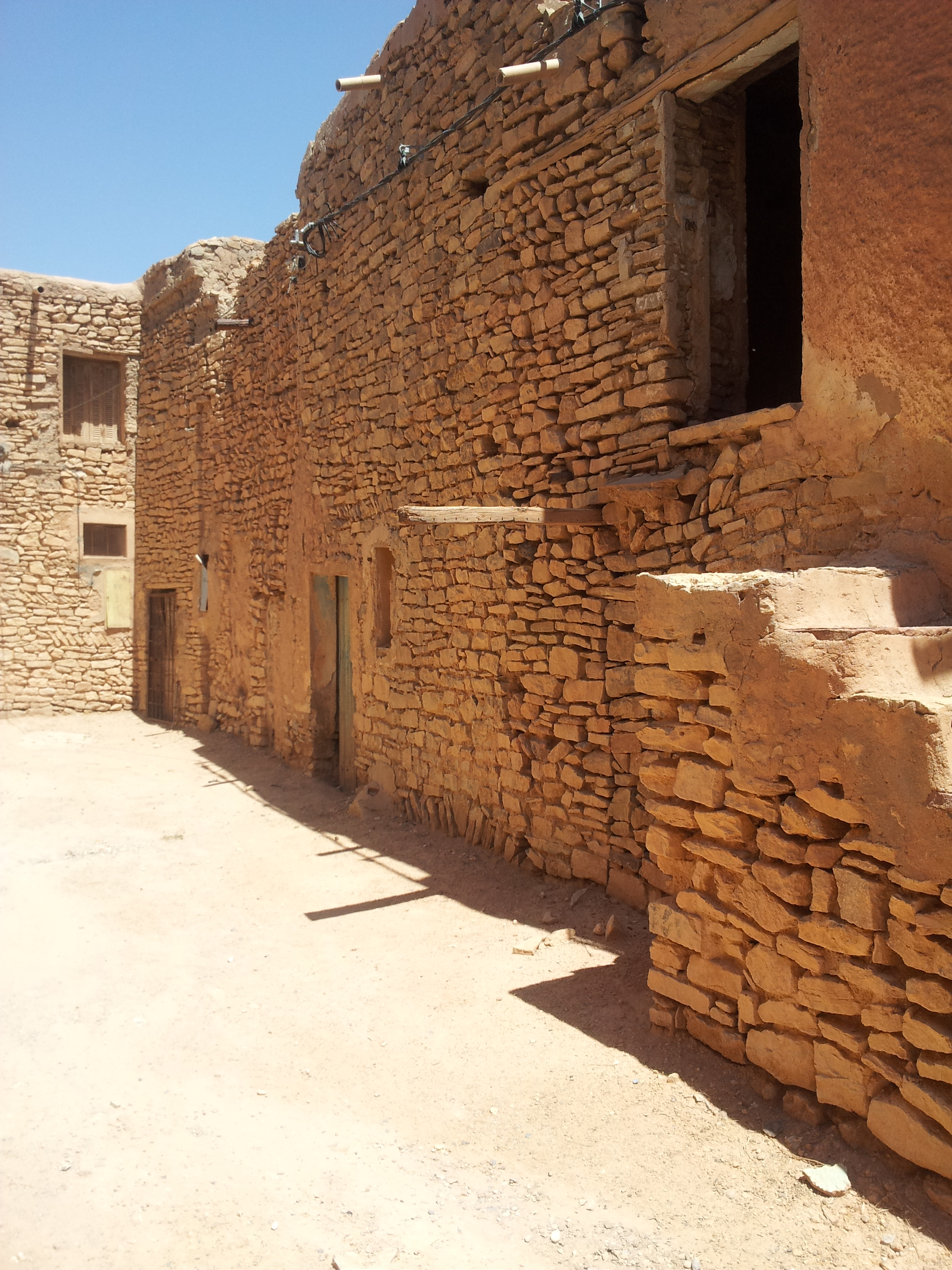
Vue d'une rue du vieux village de Aïn Madhi - Algérie.

À l'âge de 16 ans il perdit ses deux parents le même jour, mort d'une épidémie de peste. 

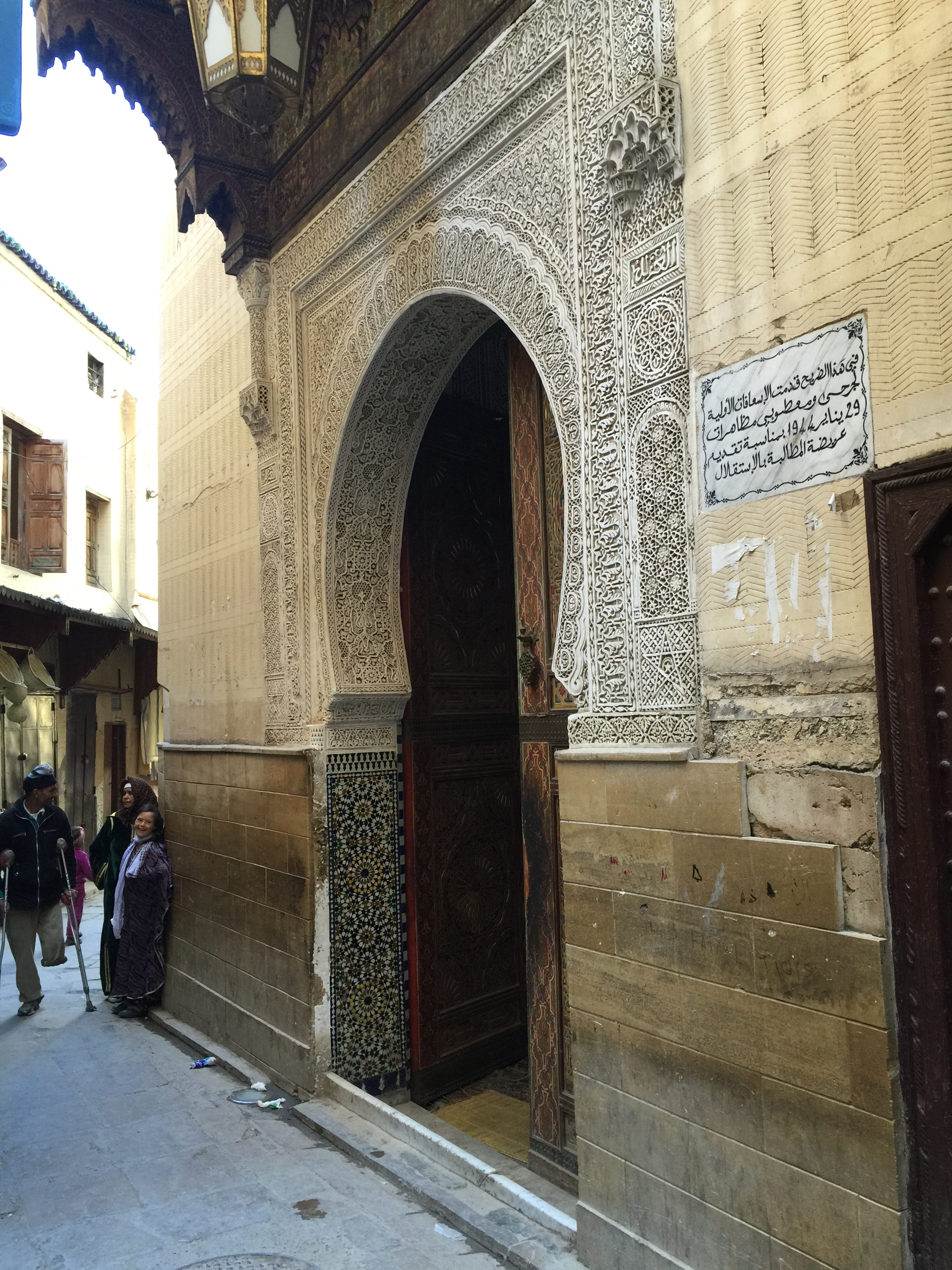
L'une des trois portes d'entrée de la Zaouïa Tijaniyya à Fès.

## Ses voyages et ses rencontres
Aḥmad Al-Tijānī entreprit plusieurs voyages, entrecoupés de périodes où il résidait parfois plusieurs années dans le même pays ou région :
Le premier voyage fut celui qu'il effectua à l'âge de 21 ans, il partit pour Fès (au Maroc) afin, d'une part compléter son éducation dans la science religieuse et d'autre part pour rechercher un maître Soufi pour l'initier et le relier à la science spirituelle. Son départ de Aïn Madhi fut en 1757/58 (1171 de l'Hégire), cinq ans après le décès de ses parents[réf. nécessaire]. Il assista à la Mosquée-Université d'Al Quaraouiyine à plusieurs cercles de science dont celle du Hadith.  
Durant cette période il quitta Fès et se dirigea vers les environs des Benihssen, entre Mechra Bel Ksiri et Souk El Arbaa du Gharb. Là-bas il resta apprendre auprès de l'un des spécialistes de la science de la récitation du Coran (Tajwid), ensuite il retourna à Fès.  
Au cours de ce premier voyage il rencontra des hautes personnalités du Soufisme, parmi eux il y a :  
- Le Chérif et Pôle Taïeb ibn Mohamed el Ouazzani, grand dignitaire de la voie spirituelle (Tariqa) Ouazzaniya et descendant du célèbre Saint et Chérif Idrisside, Moulay Abdeslam ben Mchich (le maître de l'imam Abou Hassan al-Chadhili). Aḥmad Al-Tijānī partit le rencontrer dans sa région de Ouezzane et ce personnage l'affilia à sa voie spirituelle en voulant également lui octroyer le grade de pouvoir la transmettre à son tour à de potentiels disciples mais il refusa cette responsabilité[8].
- Après son retour de Ouezzane jusqu'à Fès, il croisa la route d'un célèbre Saint connu pour être un Pôle et renommé ouléma dans l'une des mosquées de la ville, il s'agit de Maoulana Aḥmad al-Housseini Saqli. Ce personnage était détenteur de l'autorisation de la voie Khalwatiyya qu'il reçut des mains même du Grand Imam d'al-Azhar en Égypte Sīdī Muhammad ibn-Salim al-Hifnawi, et il s'occupait de la répandre au Maroc mais Aḥmad Al-Tijānī ne prit rien de lui à cette époque[7],[1].
- Après ces deux personnages précités, Aḥmad Al-Tijānī se dirigea vers les montagnes du Rif à Djabel Zabib où il partit à la rencontre d'un Saint nommé Mohamed ibn al-Hasan al-Wanjali. Il était célèbre parmi les gens pour son « Ouverture Spirituelle » (Fath) et le prodige de faire des prédictions tout en étant capable de « lire » les pensées intimes. Il a été rapporté qu'il a dit à Aḥmad Al-Tijānī qu'il atteindrait le degré du Pôle Abou Hassan al-Chadhili et il lui dévoila également quelques-unes de ses pensées. De lui, il ne prit rien si ce n'est qu'il lui annonça qu'il n'atteindrait son « Ouverture Spirituelle » que sur les terres de son pays et c'est peut être ce qui le poussera par la suite à retourner dans le sud de l'Algérie[6],[7],[1].

- Il rencontra également à Fès le responsable d'une zaouïa des « ravis en Dieu » (majdhoub) et Malâmatis en la personne de Sīdī Abdallah ben Arbi al-Andalousi, fer de lance de l'éducation par l'illumination (Ichraq). C'est pour cette raison qu'Aḥmad Al-Tijānī ne prit rien de lui si ce n'est cette révélation que Sīdī Abdallah lui fit par trois fois en ces termes : « Allah saisit par ta main »[1],[6].
- Il rencontra aussi le Saint homme Sīdī Aḥmad Tawwach qui lui transmit une formule d'évocation en lui stipulant les conditions suivantes : « Il te faut la retraite (khalwa), la solitude (El wahda) et le Dhikr puis patiente jusqu'à ce qu'Allah t'accorde l'Ouverture Spirituelle, car tu vas avoir une station immense ». Mais cela n'arrangeait pas Aḥmad Al-Tijānī alors Sīdī Aḥmad Tawwach lui dit : « Attache-toi à ce Dhikr et sois-y constant sans retraite ni solitude, Allah t'accordera l'ouverture même dans cette situation »[8],[6],[1].

Ce fut les cinq grandes personnalités du Soufisme qu'il rencontra parmi les vivants durant ce premier voyage, et dont il prit la voie spirituelle pour certains. En tout durant cette période il s'affilia à :
1. la Tariqa Ouazzaniya ;
2. la Tariqa Tawwachiya ;
3. la Tariqa Qadiriyya ;
4. la Tariqa Nassriyya ;
5. la Tariqa Siddiqiyya du Pôle Sīdī Aḥmad El Habib ibn Mohamed connu sous l'appellation El Ghamary Sejelmassi Siddiqi[7].

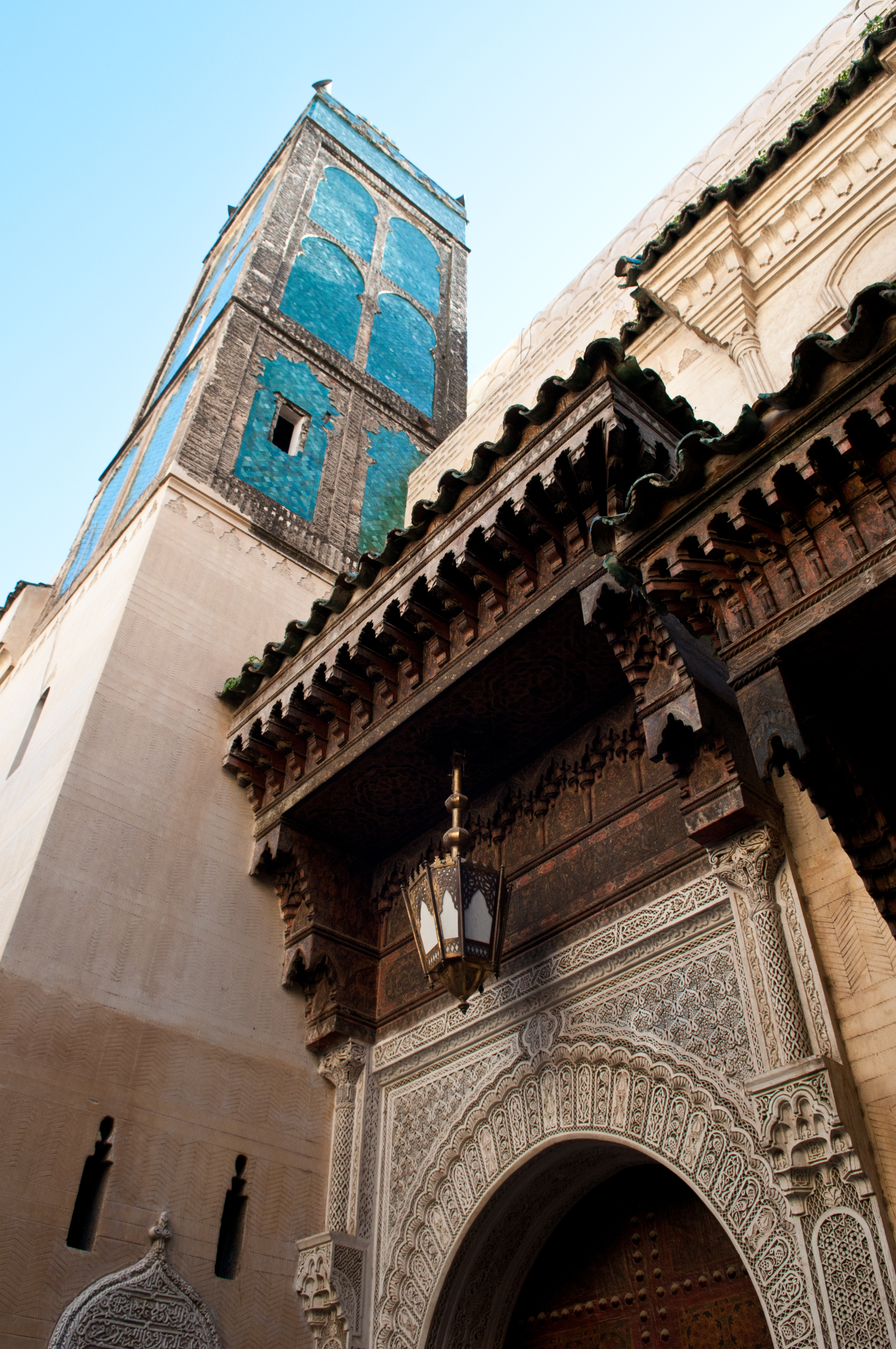
Minaret de la zaouïa Sīdī Aḥmad Al-Tijānī à Fès (Maroc).

Par la suite, il retourne dans sa ville natale, sur la route il s'arrête à diverses zaouïas et rencontre de nombreux religieux. Puis, il se rend à El Abiodh Sidi Cheikh où il demeure pendant cinq années, ensuite il s’installe à Tlemcen en l'an 1767/68 (1181 de l'Hégire) où il enseigne durant plusieurs années. 
En 1772/73 (1186 de l'Hégire), il décide de faire le pèlerinage en Arabie, durant ce voyage il rencontre d'autres personnalités religieuses, notamment dans la région de Zouaoua et en Tunisie. Il reste une année en Tunisie, entre la ville de Tunis et celle de Sousse où il enseigne diverses sciences. L'émir du pays lui demande de s'installer à Tunis pour y enseigner et s'occuper des affaires religieuses. Lorsqu’il reçoit la lettre, le lendemain il prend un bateau pour Le Caire, en Égypte. Il finit par rejoindre La Mecque et Médine avant de retourner au Caire, durant ce nouveau séjour il s’initie à la voie Khalwatiyya.
De son retour au Maghreb, il visite certaines villes, puis il quitte Tlemcen pour s'isoler dans le désert algérien, à Chellala (en 1196 de l'Hégire) et à Boussemghoun (en 1199 de l'Hégire). Lors d'une retraite spirituelle dans le village de Boussemghoun, Aḥmad Al-Tijānī a une vision, à l'état de veille,, du prophète. Son ordre prend rapidement une expansion importante sur la région, ce qui provoque, depuis Alger, l'inquiétude des autorités turques de l'époque. En 1798, Al-Tijānī quitte définitivement Aïn Madhi pour Fès,.

## Généalogie
Aḥmad Al-Tijānī est un chérif, un descendant direct du prophète Mahomet de par son père. Son ascendance est la suivante :
- fils de Mḥammad,
- fils de Al-Mukhtār,
- fils de Aḥmad,
- fils de Muḥammad,
- fils de Salīm,
- fils de Abī Al-ʿīd,
- fils de Salīm,
- fils de Aḥmad Al-ʿAlwānī,
- fils de Aḥmad,
- fils de ʿAlī,
- fils de ʿAbd Allāh,
- fils de Al-ʿAbbās,
- fils de ʿAbd Al-Jabbār,
- fils de Idrīs,
- fils de Idrīs,
- fils de Isḥāq,
- fils de Zayn Al-ʿĀbidīn,
- fils de Aḥmad,
- fils de Muḥammad Al-Nafs Al-Zakiyyah,
- fils de ʿAbd Allāh Al-Kāmil (en),
- fils de Al-Ḥasan Al-Muthannā,
- fils de Al-Ḥasan Al-Sibṭ,

- fils de ʿAlī ibn Abī Ṭālib et Fāṭimah Al-Zahrā'.

## Fondation de la confrérie
Il rencontre les plus grands savants de son temps et devient mouqadem de chaque tariqa (confrérie) soufie. Ayant annoncé qu'il a eu une apparition attendue du prophète de l'islam, une tariqa de plus en plus grande se forme autour de lui, confrérie qui par la suite portera son nom.
Aḥmad Al-Tijānī meurt à Fès en 1815. Ses enseignements continuent à se répandre après sa mort, atteignant une large audience en Afrique de l'Ouest (Sénégal, Nigeria, Niger, Mali et Mauritanie), grâce notamment aux voyages de ses compagnons visant à propager cette confrérie.
Aujourd'hui la confrérie Tijani ou Tijane (prononcé en fonction de sa situation géographique) est très largement répandue.